# Can Cassany (Sant Andreu de Llavaneres)
Can Cassany és una masia de Sant Andreu de Llavaneres (Maresme) inclosa a l'Inventari del Patrimoni Arquitectònic de Catalunya.

## Història

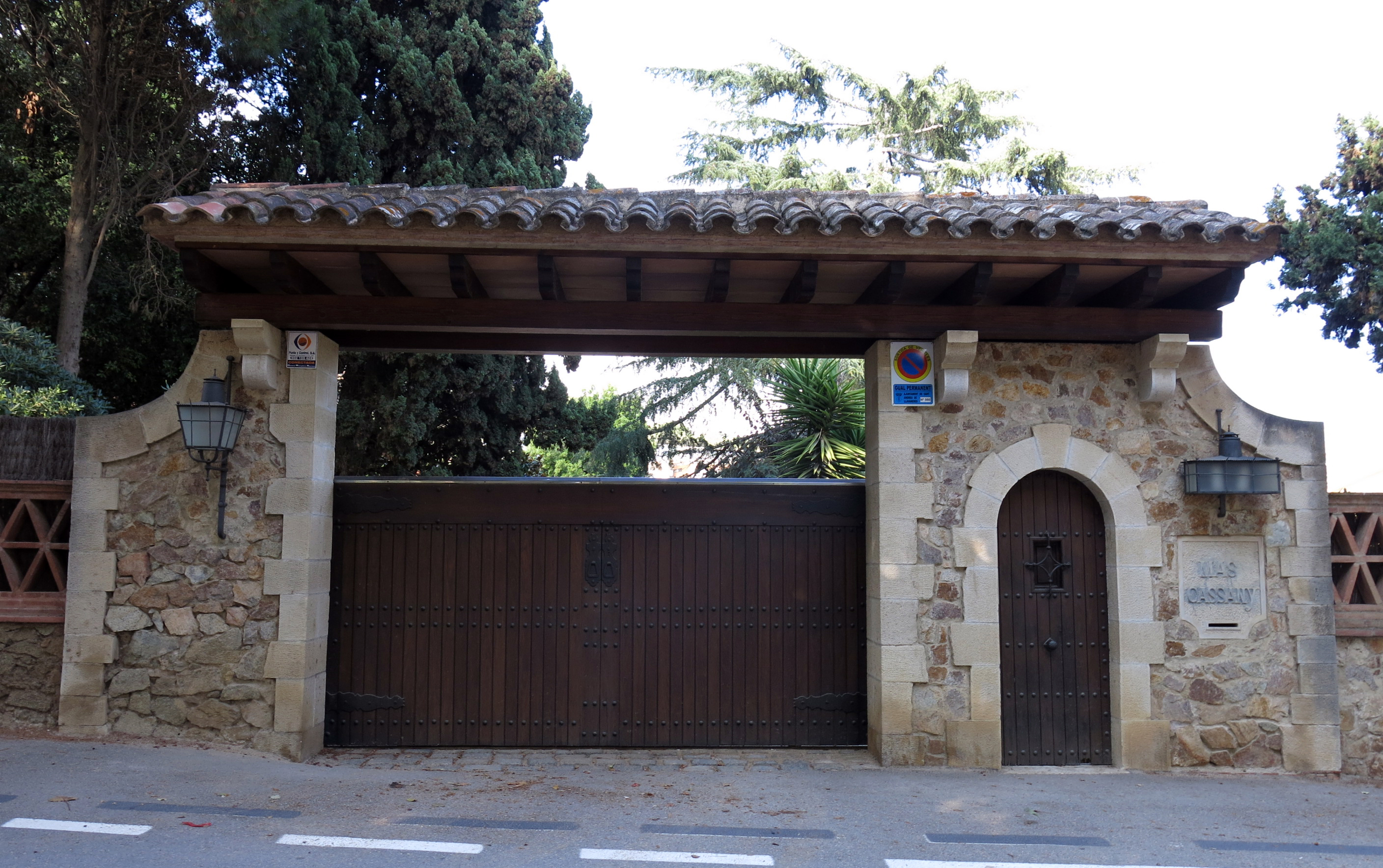
Entrada a la propietat pel passeig de la Mare de Déu de Montserrat

Va ser construïda al segle xvii, tal com mostra una inscripció sobre la llinda de la finestra principal: «Joan Casany i Masorrà 1672».
La nissaga dels Cassany va ser propietària d'una bona part del veral del Massorrà i eren uns dels principals regants que es beneficiaren del rec Molar. Durant la segona meitat del segle xix, els hereus varen marxar del poble.

## Descripció
De planta rectangular, consta de dos cossos de planta baixa i pis. La coberta és a un vessant. La façana principal té un portal de mig punt adovellat de dimensions mitjanes, amb una espaiosa entrada amb l'escala al fons. Ha estat restaurada i condicionada com a segona residència. Al primer pis, a sobre de la porta d'entrada, hi ha una finestra amb llinda recta i de pedra picada, com les restants obertures. Per dins les finestres tenen festejadors de pedra de forma arquejada. La casa està orientada a migdia.